# 野塩
野塩（のしお）は、東京都清瀬市の町名。現行行政地名は野塩一丁目から野塩五丁目。郵便番号は204-0004。

## 地理
清瀬市の北西部に位置する地域である。東から時計回りに中里、元町、梅園、東村山市秋津町、埼玉県所沢市上安松及び下安松に隣接する。町内には田畑と住宅が混在している。

### 河川
- 柳瀬川
- 空堀川

北に柳瀬川、中央に空堀川が流れている。

### 地価
住宅地の地価は、2017年（平成29年）の公示地価によれば、野塩5丁目206番7の地点で18万3000円/m2となっている。

## 世帯数と人口
2017年（平成29年）12月1日現在の世帯数と人口は以下の通りである。
| 丁目       | 世帯数    | 人口    |
| ---------- | --------- | ------- |
| 野塩一丁目 | 1,195世帯 | 2,531人 |
| 野塩二丁目 | 748世帯   | 1,429人 |
| 野塩三丁目 | 418世帯   | 930人   |
| 野塩四丁目 | 531世帯   | 1,295人 |
| 野塩五丁目 | 1,039世帯 | 2,051人 |
| 計         | 3,931世帯 | 8,236人 |

## 小・中学校の学区
市立小・中学校に通う場合、学区は以下の通りとなる。なお、清瀬市の中学校では学校選択制度を導入しており、以下の指定校の他に市内にある中学校から選択することも可能。
| 丁目       | 番地 | 小学校                 | 中学校                 |
| ---------- | ---- | ---------------------- | ---------------------- |
| 野塩一丁目 | 全域 | 清瀬市立清瀬第四小学校 | 清瀬市立清瀬第四中学校 |
| 野塩二丁目 | 全域 | 清瀬市立清瀬第四小学校 | 清瀬市立清瀬第四中学校 |
| 野塩三丁目 | 全域 | 清瀬市立芝山小学校     | 清瀬市立清瀬第四中学校 |
| 野塩四丁目 | 全域 | 清瀬市立清瀬第六小学校 | 清瀬市立清瀬第四中学校 |
| 野塩五丁目 | 全域 | 清瀬市立清瀬第六小学校 | 清瀬市立清瀬第四中学校 |

## 交通

### 鉄道
| 街区内に設置されている駅   | 隣接する街区で利用可能駅                                |
| -------------------------- | ------------------------------------------------------- |
| 西武池袋線 - 秋津駅(SI 16) | 西武池袋線 - 清瀬駅(SI 15) JR武蔵野線 - 新秋津駅(JM 31) |

西武池袋線の秋津駅〜清瀬駅間に街区が存在する。西武池袋線の両駅及び、武蔵野線とも利用可能。秋津駅は、野塩五丁目、東村山市秋津町五丁目、埼玉県所沢市上安松に跨っている。

### バス
- 清瀬市コミュニティバス「きよバス」（西武バス新座営業所が運行受託）

### 道路
- 東京都道40号さいたま東村山線（志木街道）

## 施設
- 清瀬市役所野塩出張所
- 明治薬科大学
- 都営清瀬野塩アパート
- 清瀬市立第四小学校